# Rory McKenzie
Rory McKenzie (* 7. Oktober 1993 in Irvine) ist ein schottischer Fußballspieler, der beim FC Kilmarnock unter Vertrag steht.

## Karriere

### Verein
Rory McKenzie wurde in Irvine etwa elf Kilometer westlich von Kilmarnock geboren. In der Jugend spielte er für den FC Kilmarnock. Am 9. April 2011 gab McKenzie sein Profidebüt im Trikot der Killies, als er am 32. Spieltag der Saison 2010/11 gegen Inverness Caledonian Thistle für William Gros eingewechselt wurde. In der Saison 2011/12 kam er in Kilmarnock nicht zum Einsatz. Stattdessen wurde der Flügelspieler von Januar bis Mai 2012 zum schottischen Drittligisten Brechin City verliehen. Dabei gelangen ihm in 17 Spielen sieben Tore. Nach seiner Rückkehr zu den Killies wurde er in der Folge häufig eingesetzt.

### Nationalmannschaft
Rory McKenzie spielte im Jahr 2011 dreimal für die schottische U-19. Von 2013 bis 2014 war er viermal in der U-21 aktiv.